# مخلاف طمام
مخلاف طمام أحد المخاليف اليمنية القديمة التي كان معمول بها في تسمية تقاسيم المناطق اليمنية قبل سيطرة العثمانيين على اليمن 1538 واحتلال بريطانيا لعدن1839  ، طمام قرية تدعى بيت طمام وتقع في اعلى وادي شرس في عزلة هربة بمحافظة حجة شمال جبل مسور .